# A kecske (Így jártam anyátokkal)
A kecske az Így jártam anyátokkal című televízió-sorozat harmadik évadának tizenhetedik epizódja. Eredetileg 2008. április 28-án vetítették, míg Magyarországon 2008. december 30-án.
Ebben az epizódban Ted a 30. születésnapját készül megünnepelni, miközben Lily hazahoz az óvodából egy kecskét. Robin és Barney kénytelenek szembenézni azzal, mit tettek előző éjszaka, s ezért Barney a Tesókódexben keres joghézagot.

## Cselekmény
Az előző epizód végének folyományaként Barney és Robin egy ágyban kötnek ki. Megbeszélik, hogy erről nem beszélnek, de Barney borzasztóan érzi magát Ted társaságában a bárban. Hogy valahogyan megoldja ezt a helyzetet, felkéri Marshallt, hogy találjon neki egy joghézagot a Tesókódexben. Barney számára nagyon fontos a Tesókódex, mivel mindig úgy hivatkozik rá, mint egy ősi és minden Tesóra kötelező joggyűjtemény, amit Ted mindig be is tart (annak ellenére, hogy mindenki tudja, hogy jó eséllyel Barney írta az egészet, ő ezt sosem ismeri be). Miközben keresik a joghézagot, sajnos Robin nem tudja már tovább magában tartani a titkot, és elmondja Tednek, hogy mi történt.
Aznap este meglepetés-születésnapi bulit tartanak Tednek, de Barney úgy dönt, hogy ne jöhessen rá a dologra, inkább elviszi máshová egy limuzinnal. Ted ekkor kifakad: közli vele, hogy tudja, hogy lefeküdt Robinnal, és hogy Barney rémes tesó, mert vele szemben mindig meghivatkozza a Tesókódexet, de ő arra sem képes, hogy betartsa, főleg amikor egy ennyire kínos dologról van szó. Végül Ted odáig jut, hogy azt mondja, hogy lehet, hogy nemcsak tesók nem lehetnek többé, de barátok sem.
Eközben Lily hazahoz az óvodából egy kecskét, Missyt. A gazda, aki szemléltetőeszköznek hozta, ugyanis egyenest a vágóhídra vinné szerencsétlent, és a gyerekek kikönyörgik, hogy mentsék meg az életét. Mivel egyelőre nem tudja hová tenni, és meg is kedvelte, felviszi a lakásra. A kecske sötét és gonosz módon pusztítást végzett a lakásban – ám ekkor Jövőbeli Tednek eszébe jut, hogy a kecske nem is a 30., hanem a 31. születésnapján volt, és akkor már Robin is ott élt vele.

## Kontinuitás
- Barney ismét egy kamu történelmi históriát ad elő, ezúttal a Tesókódex eredetéről.
- Barney kap egy pacsit, amiért "meghúzta a Metro News 1 hírolvasóját".
- Ted mindig betartja a Tesókódexet, hiszen ő Barney szárnysegédje már 2001 óta, ahogy a korábbi epizódokban is láthattuk.
- A "Tesókódex" először a "Hűha, nadrágot le" című epizódban került megemlítésre, igaz, akkor a magyar változatban még Cimboratörvénynek hívták.
- A kecske történetét Ted már "A tej" című epizódban előrevetítette.
- Barney ismét a fejében eltárolt cicis képekről beszél.
- Robin az " Először New Yorkban" című részben megjegyzi, hogy minden lánynak, aki lefekszik Barneyval, első dolga lezuhanyozni. Most úgy véli, ő legalább júniusig fog.

## Jövőbeli utalások
- Ted végül a "Csodák" című részben bocsát meg Barneynak.
- A Tesókódex egyik paragrafusa, hogy egy tesó mindig köteles szólni a tesójának, ha nők verekednek össze valahol. A "Közbelépés", a "Boldogan élek", és a "Jenkins" című részekben Barney kifejti, mennyire érdeklik ezek a harcok.
- Marshall hiába tudja meg, mennyire gusztustalanul működik a GNB, a "New York legjobb hamburgere" című részben mégis nekik kezd el dolgozni.
- Robin "A nem apák napja" című részben költözik be Tedhez, a 31. születésnapja előtt.
- Ted dühösen kérdezi meg Barneyt, hogy nem-e akarja esetleg az anyját is meghúzni. Az "Egy kis Minnesota" című részben azt mondja, hogy igazából csókolóztak már, ami a "Villásreggeli" című epizódot követően történt, tehát a Tesókódexet már korábban is megszegte. Viszont az csak annyit ír elő, hogy lefeküdni tilos, ilyen értelemben pedig mégsem szegett törvényt.
- A kecske története "Az ugrás" című epizódban kerül elmesélésre.
- Marshall az "Egy tesó árulása" című részben is a Tesókódex rendelkezéseit vizsgálja át.
- Marshall talál egy szerződést Barney irodájában, ami alapján a cége mérgezi a lisszaboni ivóvizet. Ez előrevetíti a "Szünet ki" című epizódban az állásával kapcsolatos állításokat, miszerint mindent ő írt alá, kvázi a cég bűnbakja volt.

## Érdekességek
- A limuzinban Ranjit perzsául kiabál, miközben korábban elmondta, hogy Bangladesből származik. Ez azért van, mert az őt alakító Marshall Manesh iráni származású.
- Lily azt kérdezi Robintól, hogy Barney teljesen sima-e odalent. Valójában felesleges volt feltenni ezt a kérdést, hiszen az "Oszlopok" című részben megfestette őt meztelenül.
- A tetőbulin Lily azt mondja Barneynak, hogy Stella megérkezett. Azonban ha az események tényleg 1 évvel később játszódtak (ha az összes esemény a születésnap kapcsán), akkor ez nem lehet igaz, hiszen Stella addigra már elköltözött.
- Ez az epizód számos ponton megegyezik a "Tikk-takk" című résszel. Az is úgy kezdődik, hogy Barney és Robin az előző rész végén egymásba gabalyodnak, majd egymás ágyában kötnek ki, amit próbálnak titkolni, de elég kínos nekik. Mindkét epizód végén Barney jár rosszul, az egyikben Ted, a másikban Robin szakít meg vele minden kapcsolatot. Az angol eredetiben azt azt követő epizódok címe is hasonló ("The Rebound Bro / The Rebound Girl")

## Vendégszereplők
- Marshall Manesh – Ranjit
- Ian Abercrombie – Benjamin Franklin
- Jeff Austin – George Washington
- Alan Fudge – Frank gazda
- Alexis Krause – Carol
- Megan McNulty – Cindy
- Destiny Whitlock – kislány

## Fordítás
- Ez a szócikk részben vagy egészben  a   The Goat (How I Met Your Mother) című angol Wikipédia-szócikk ezen változatának fordításán alapul.  Az eredeti cikk szerkesztőit annak laptörténete sorolja fel. Ez a jelzés csupán a megfogalmazás eredetét és a szerzői jogokat jelzi, nem szolgál a cikkben szereplő információk forrásmegjelöléseként.